# نقارخان
نقاره خان، روستایی از توابع دهستان ئیلاق شمالی در بخش مرکزی شهرستان دهگلان در استان کردستان ایران است

## جمعیت
این روستا در دهستان ئیلاق شمالی قرار دارد.

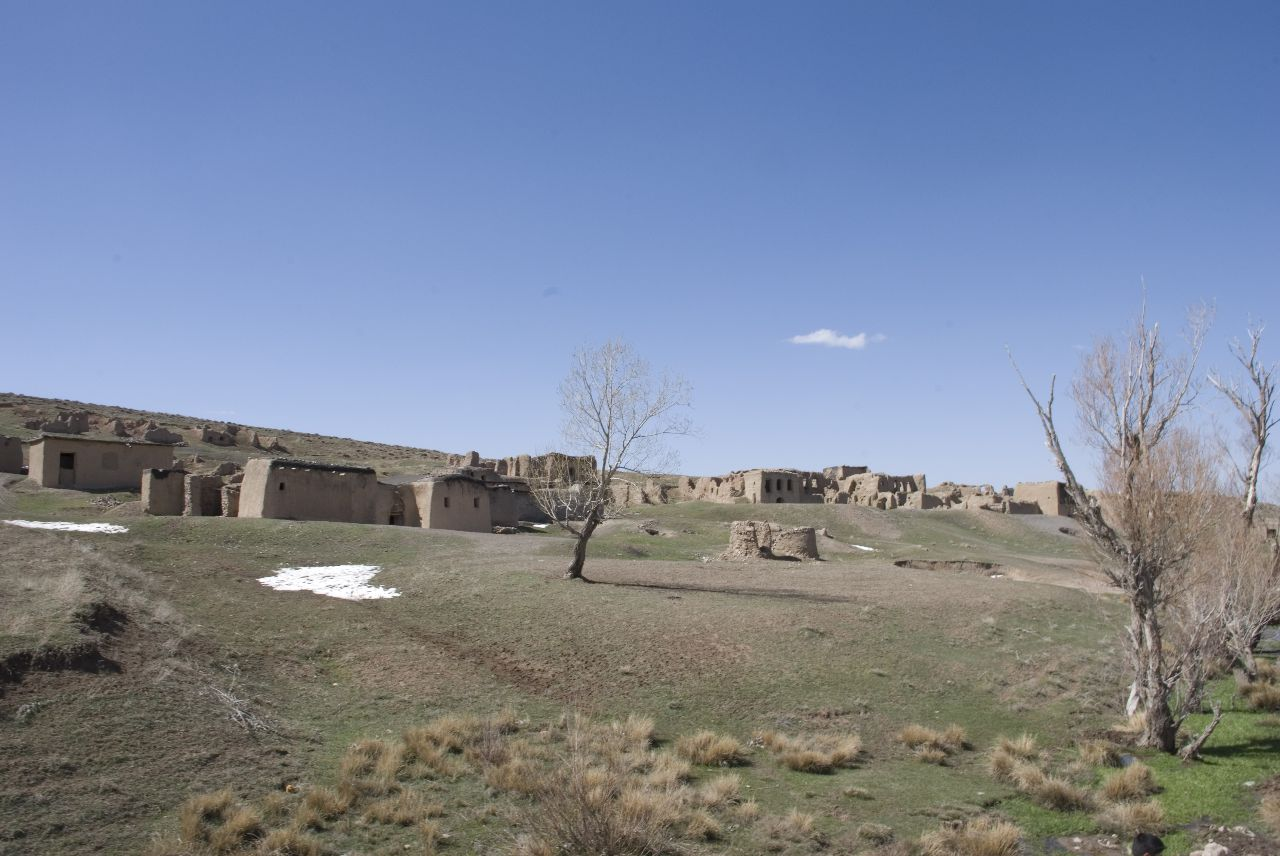
روستای نقارخان
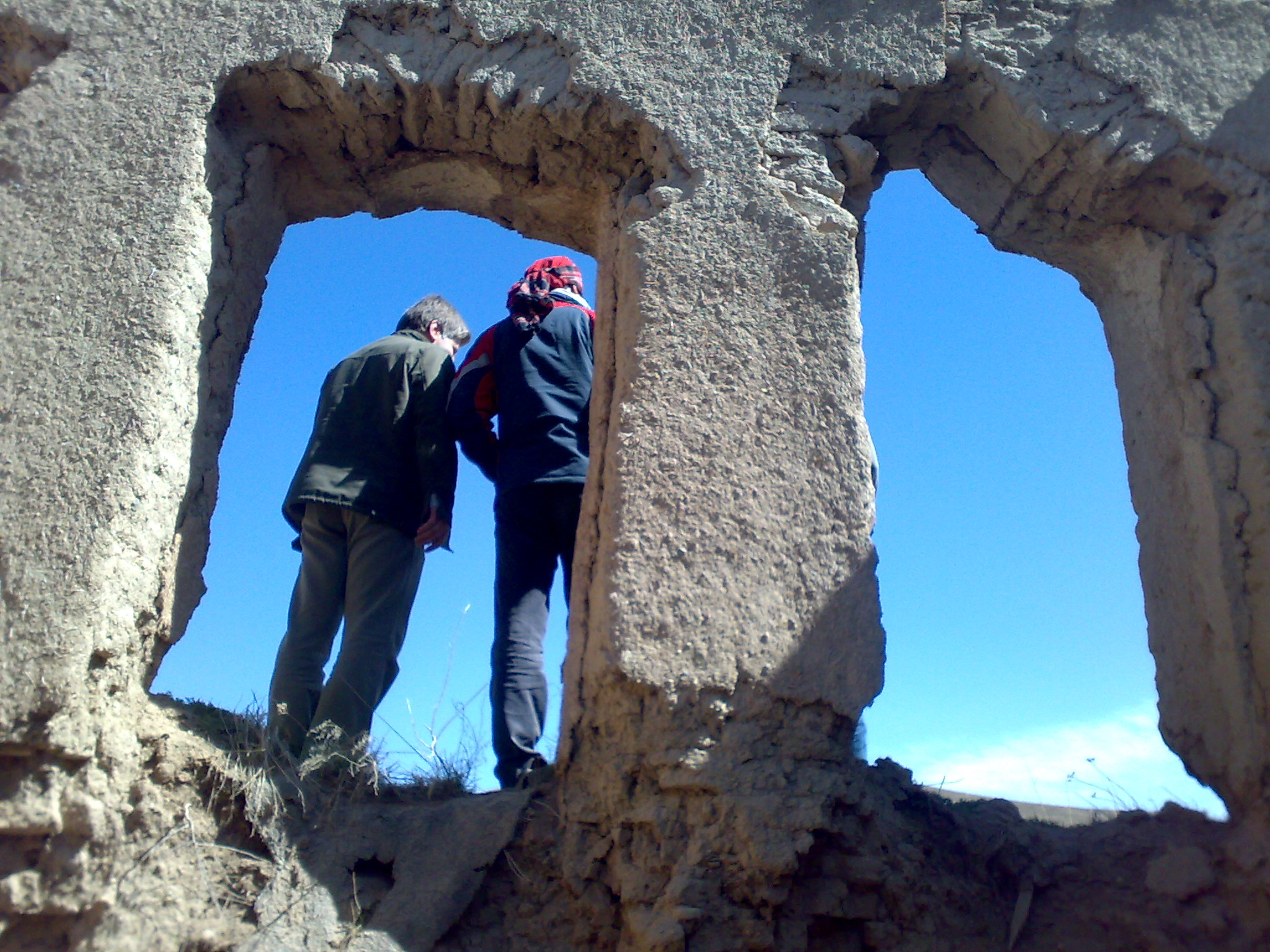
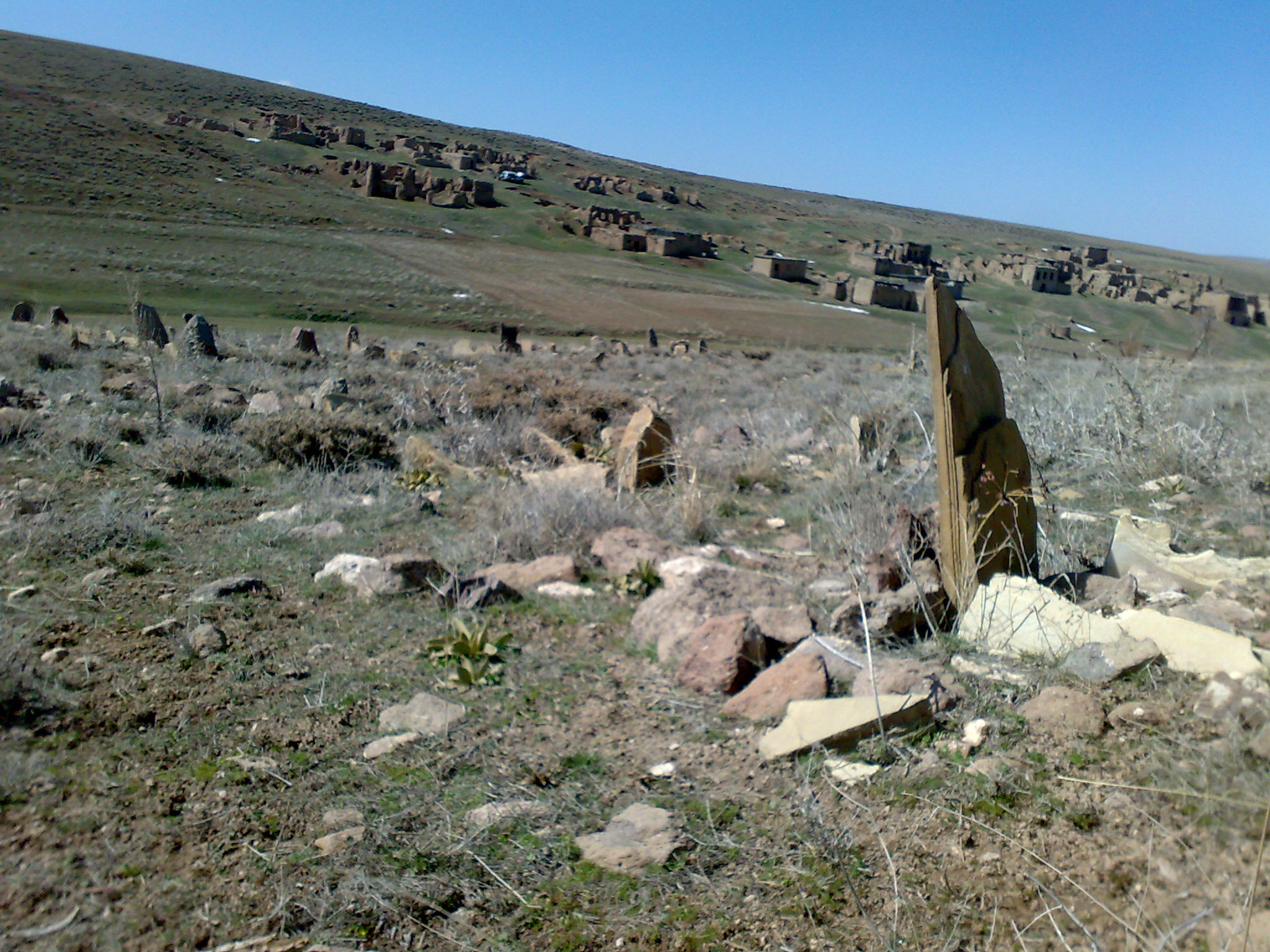
قبرستان